# 索倫塔赫湖
71°42′41″N 143°15′19″E / 71.7114°N 143.2553°E
索倫塔赫湖（俄语：Солунтах），是俄羅斯的湖泊，位於該國東部薩哈共和國，處於亞納-因迪吉爾卡低地北部，長19公里、寬11公里，面積131平方公里，集水區面積1,936平方公里。